# Gare de Varades - Saint-Florent-le-Vieil
Gare de Varades - Saint-Florent-le-Vieil vasútállomás Franciaországban, Varades településen.

## Vasútvonalak
Az állomást az alábbi vasútvonalak érintik:
- Tours–Saint-Nazaire-vasútvonal

## Kapcsolódó állomások
A vasútállomáshoz az alábbi állomások vannak a legközelebb:
- Gare d’Ancenis (Gare de Saint-Nazaire, Tours–Saint-Nazaire-vasútvonal)
- Gare d’Ingrandes-sur-Loire (Gare de Tours, Tours–Saint-Nazaire-vasútvonal)